# بادخورک درختی
بادخورک درختی یا بادخورک تاجدار (نام علمی: Hemiprocnidae) نام یک سرده از راسته بادخورک‌سانان است.